# Sopa boba
La sopa boba (llamada también sopa de peregrinos o, antiguamente, brodio) es el conjunto de guisos mezclados que componían las sobras de la comida de los conventos, y que se repartía a los pobres que acudían a sus puertas, como caridad. También se llamaba así a los restos no consumidos por los comensales del menú diario de una posada o taberna, que se les daba en el siglo XIII a los llamados sopistas que, a cambio, tocaban o cantaban alguna pieza musical, o recitaban algún verso o trova.

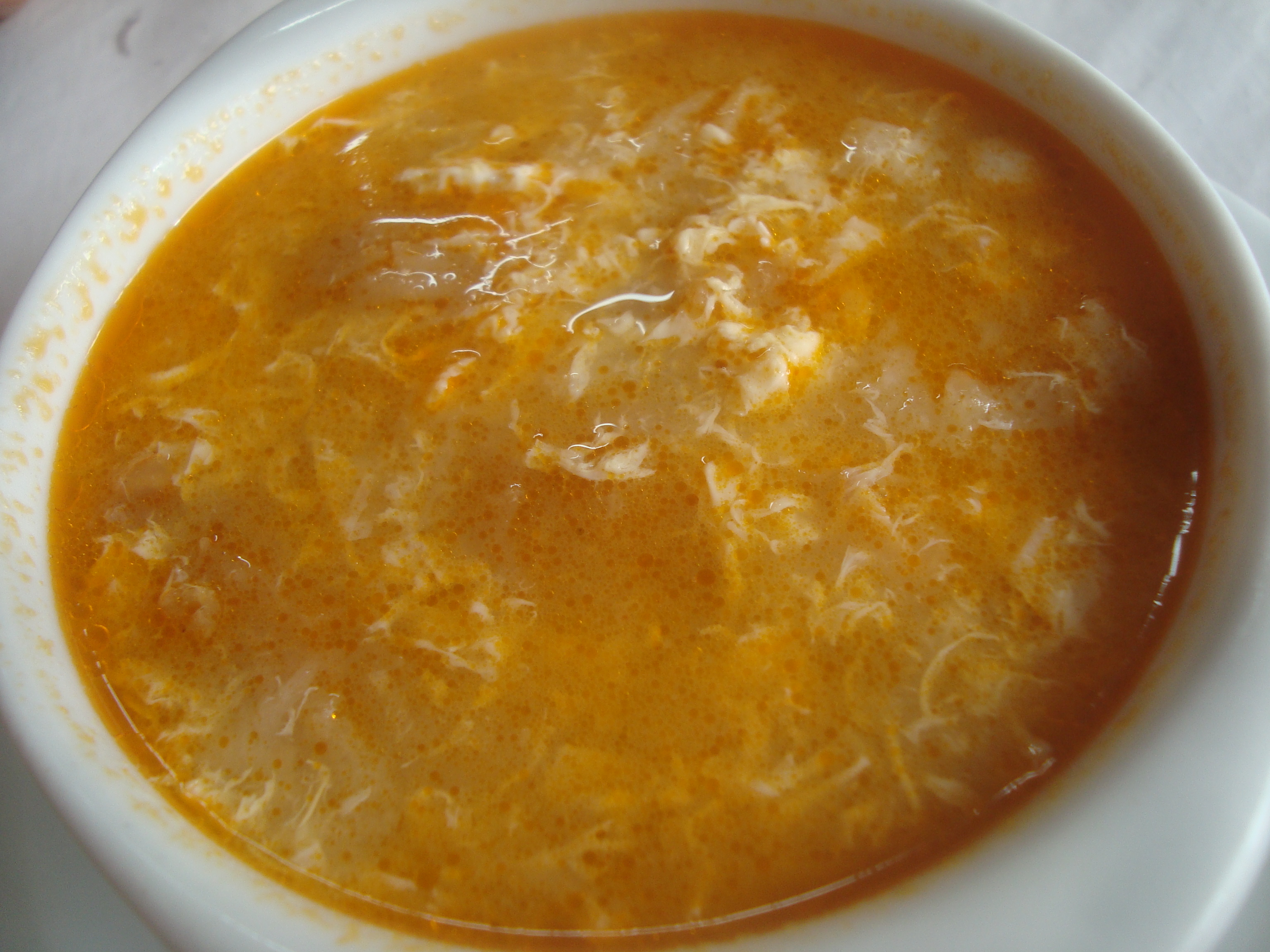
Sopa Castellana.

Por comparación, también se denomina «sopa boba» a la que, a base de agua y restos de comida, falta de nutrientes, se da a determinados colectivos en circunstancias de escasez, especialmente en entornos institucionales (presos de una cárcel, estudiantes de un internado —es notable la descripción que aparece en La vida del Buscón de Quevedo—, soldados de un cuartel, marineros de un barco —es famosa la escena correspondiente de El acorazado Potemkin—, o a los refugiados o recluidos por distintas causas en campos de concentración).

## Fraseología
De la forma de vida de los que se alimentaban de esta «sopa boba» proviene la expresión «vivir a la sopa boba», que se dice de aquel que vive sin trabajar o a expensas de otro.
Un origen similar tienen las expresiones que contienen la palabra «mogollón», que era la comida que se daba a los caballeros pobres («caballeros de mogollón») que acudían a la comida gratuita a la que tenían derecho en los comedores de las órdenes militares.

… te retirabas a tus mayorazgos, que, aunque cortos, ya lograbas que te diesen con qué entretener la vida; y a toda mala fortuna, por caballero de mogollón te había de sustentar tu Orden en Uclés.
Visiones y visitas de Torres con don Francisco de Quevedo por la Corte.

«Brodio» se deformó a bodrio y terminó designando a todo tipo de conjunto mal compuesto o de mal gusto, especialmente en el ámbito de la producción intelectual.